# Az Amerikai Egyesült Államok a 2016. évi nyári olimpiai játékokon
Az Amerikai Egyesült Államok a brazíliai Rio de Janeiróban megrendezett 2016. évi nyári olimpiai játékok egyik részt vevő nemzete volt. Az országot az olimpián 30 sportágban 555 sportoló képviselte, akik összesen 121 érmet szereztek.

## Asztalitenisz
Férfi
| Versenyző                         | Versenyszám | Selejtező                                          | 64-es főtábla                                        | 48-as főtábla     | 32-es főtábla     | Nyolcaddöntő                                                               | Negyeddöntő       | Elődöntő          | Döntő             | Helyezés |
| Versenyző                         | Versenyszám | Ellenfél Eredmény                                  | Ellenfél Eredmény                                    | Ellenfél Eredmény | Ellenfél Eredmény | Ellenfél Eredmény                                                          | Ellenfél Eredmény | Ellenfél Eredmény | Ellenfél Eredmény | Helyezés |
| --------------------------------- | ----------- | -------------------------------------------------- | ---------------------------------------------------- | ----------------- | ----------------- | -------------------------------------------------------------------------- | ----------------- | ----------------- | ----------------- | -------- |
| Feng Yijun                        | Egyes       | erőnyerő                                           | Zhiwen He (ESP) · 6–11, 11–7, 7–11, 11–8, 9–11, 4–11 | kiesett           | kiesett           | kiesett                                                                    | kiesett           | kiesett           | kiesett           | 49.      |
| Kanak Jha                         | Egyes       | Nima Alamian (IRI) · 3–11, 11–7, 7–11, 9–11, 10–12 | kiesett                                              | kiesett           | kiesett           | kiesett                                                                    | kiesett           | kiesett           | kiesett           | 65.      |
| Feng Yijun Kanak Jha Timothy Wang | Csapat      |                                                    |                                                      |                   |                   | Svédország (SWE) · Pär Gerell · Kristian Karlsson · Mattias Karlsson · 0–3 | kiesett           | kiesett           | kiesett           | 9.       |

Női
| Versenyző                          | Versenyszám | Selejtező         | 64-es főtábla                                 | 48-as főtábla                                              | 32-es főtábla                                                | Nyolcaddöntő                                                                                 | Negyeddöntő       | Elődöntő          | Döntő             | Helyezés |
| Versenyző                          | Versenyszám | Ellenfél Eredmény | Ellenfél Eredmény                             | Ellenfél Eredmény                                          | Ellenfél Eredmény                                            | Ellenfél Eredmény                                                                            | Ellenfél Eredmény | Ellenfél Eredmény | Ellenfél Eredmény | Helyezés |
| ---------------------------------- | ----------- | ----------------- | --------------------------------------------- | ---------------------------------------------------------- | ------------------------------------------------------------ | -------------------------------------------------------------------------------------------- | ----------------- | ----------------- | ----------------- | -------- |
| Lily Zhang                         | Egyes       | erőnyerő          | Gremlis Arvelo (VEN) · 11–3, 11–5, 11–5, 11–7 | Shao Jieni (POR) · 11–4, 11–9, 11–9, 11–6                  | Szo Hjovon (Seo Hyowon) (KOR) · 8–11, 8–11, 11–7, 7–11, 6–11 | kiesett                                                                                      | kiesett           | kiesett           | kiesett           | 17.      |
| Jennifer Wu                        | Egyes       | erőnyerő          | Ódor Éva (SVK) · 3–11, 11–5, 11–9, 11–6, 11–8 | Matilda Ekholm (SWE) · 11–9, 8–11, 8–11, 11–5, 6–11, 10–12 | kiesett                                                      | kiesett                                                                                      | kiesett           | kiesett           | kiesett           | 33.      |
| Zheng Jiaqi Lily Zhang Jennifer Wu | Csapat      |                   |                                               |                                                            |                                                              | Németország (GER) · San Hsziao-na (Shan Xiaona) · Han Jing (Han Ying) · Petrissa Solja · 0–3 | kiesett           | kiesett           | kiesett           | 9.       |

## Birkózás

### Férfi
Kötöttfogású
| Versenyző     | Versenyszám | Selejtező         | Nyolcaddöntő                    | Negyeddöntő                 | Elődöntő          | Vigaszág első kör | Vigaszág elődöntő | Bronz- mérkőzés   | Döntő             | Helyezés |
| Versenyző     | Versenyszám | Ellenfél Eredmény | Ellenfél Eredmény               | Ellenfél Eredmény           | Ellenfél Eredmény | Ellenfél Eredmény | Ellenfél Eredmény | Ellenfél Eredmény | Ellenfél Eredmény | Helyezés |
| ------------- | ----------- | ----------------- | ------------------------------- | --------------------------- | ----------------- | ----------------- | ----------------- | ----------------- | ----------------- | -------- |
| Jesse Thielke | 59 kg       | erőnyerő          | Messaoud El-Mahadi (MAR) · 8–0  | Rövşən Bayramov (AZE) · 0–9 | kiesett           | kiesett           | kiesett           | kiesett           | kiesett           | 9.       |
| Andy Bisek    | 75 kg       | erőnyerő          | Yurisandy Hernández (CUB) · 1–0 | Božo Starčević (CRO) · 0–2  | kiesett           | kiesett           | kiesett           | kiesett           | kiesett           | 12.      |
| Ben Provisor  | 85 kg       | erőnyerő          | Rusztam Asszakalov (UZB) · 3–6  | kiesett                     | kiesett           | kiesett           | kiesett           | kiesett           | kiesett           | 12.      |
| Robby Smith   | 130 kg      | erőnyerő          | Sabah Shariati (AZE) · 2–8      | kiesett                     | kiesett           | kiesett           | kiesett           | kiesett           | kiesett           | 12.      |

Szabadfogású
| Versenyző             | Versenyszám | Selejtező         | Nyolcaddöntő                      | Negyeddöntő                        | Elődöntő                     | Vigaszág első kör | Vigaszág elődöntő                 | Bronz- mérkőzés                     | Döntő                      | Helyezés |
| Versenyző             | Versenyszám | Ellenfél Eredmény | Ellenfél Eredmény                 | Ellenfél Eredmény                  | Ellenfél Eredmény            | Ellenfél Eredmény | Ellenfél Eredmény                 | Ellenfél Eredmény                   | Ellenfél Eredmény          | Helyezés |
| --------------------- | ----------- | ----------------- | --------------------------------- | ---------------------------------- | ---------------------------- | ----------------- | --------------------------------- | ----------------------------------- | -------------------------- | -------- |
| Daniel Dennis         | 57 kg       | erőnyerő          | Vladimir Dubov (BUL) · 0–11       | kiesett                            | kiesett                      | kiesett           | kiesett                           | kiesett                             | kiesett                    | 19.      |
| Frank Molinaro        | 65 kg       | erőnyerő          | Magomedmurad Gadzhiev (POL) · 2–2 | Toğrul Əsgərov (AZE) · 0–10        |                              |                   | Andrij Kvjatkovszkij (UKR) · 8–5  | Frank Chamizo (ITA) · 3–5           |                            | 5.       |
| Jordan Burroughs      | 74 kg       | erőnyerő          | Augusto Midana (GBS) · 8–3        | Anyiuar Gedujev (RUS) · 2–3        |                              |                   | Bekzod Abdurakhmonov (UZB) · 1–11 | kiesett                             |                            | 9.       |
| J’Den Cox             | 86 kg       | erőnyerő          | Omargadzhi Magomedov (BLR) · 7–1  | Alireza Karimimachiani (IRI) · 5–1 | Selim Yaşar (TUR) · 1–2      |                   |                                   | Reineris Salas (CUB) · 3–1 kizárták |                            |          |
| Kyle Frederick Snyder | 97 kg       | erőnyerő          | Javier Cortina (CUB) · 10–3       | Albert Saritov (ROU) · 7–0         | Elizbar Odikadze (GEO) · 9–4 |                   |                                   |                                     | Xetaq Qazyumov (AZE) · 2–1 |          |
| Tervel Dlagnev        | 125 kg      | erőnyerő          | Camaləddin Maqomedov (AZE) · 6–5  | Robert Baran (POL) · 3–2           | Komeil Gászemi (IRI) · 0–10  |                   |                                   | Geno Petriasvili (GEO) · 0–10       |                            | 5.       |

### Női
Szabadfogású
| Versenyző          | Versenyszám | Selejtező                      | Nyolcaddöntő                       | Negyeddöntő                          | Elődöntő                             | Vigaszág első kör | Vigaszág elődöntő           | Bronz- mérkőzés                            | Döntő                     | Helyezés |
| Versenyző          | Versenyszám | Ellenfél Eredmény              | Ellenfél Eredmény                  | Ellenfél Eredmény                    | Ellenfél Eredmény                    | Ellenfél Eredmény | Ellenfél Eredmény           | Ellenfél Eredmény                          | Ellenfél Eredmény         | Helyezés |
| ------------------ | ----------- | ------------------------------ | ---------------------------------- | ------------------------------------ | ------------------------------------ | ----------------- | --------------------------- | ------------------------------------------ | ------------------------- | -------- |
| Haley Augello      | 48 kg       | erőnyerő                       | Jessica Blaszka (NED) · 7–0        | Tószaka Eri (JPN) · 2–11             |                                      |                   | Zsuldiz Esimova (KAZ) · 2–3 | kiesett                                    |                           | 9.       |
| Helen Maroulis     | 53 kg       | Yuliya Khavaldzhy (UKR) · 12–1 | Zhong Xuechun (CHN) · 10–0         | Csong Mjongszuk (PRK) · 7–4          | Sofia Mattsson (SWE) · kétvállas 8–0 |                   |                             |                                            | Josida Szaori (JPN) · 4–1 |          |
| Elena Pirozhkova   | 63 kg       | erőnyerő                       | Tajbe Juszein (BUL) · 10–7         | Battszeszeg Soronzonbold (MGL) · 3–2 | Marija Mamasuk (BLR) · 2–3           |                   |                             | Yekaterina Larionova (KAZ) · 3–4 kétvállas |                           | 5.       |
| Adeline Maria Gray | 75 kg       | erőnyerő                       | Andrea Olaya (COL) · kétvállas 4–0 | Vaszilisza Marzaljuk (BLR) · 1–4     | kiesett                              | kiesett           | kiesett                     | kiesett                                    | kiesett                   | 7.       |

## Cselgáncs
Férfi
| Versenyző          | Versenyszám | Selejtező         | 32-es főtábla                               | Nyolcaddöntő                              | Negyeddöntő                         | Elődöntő                                      | Vigaszág elődöntő                    | Bronz- mérkőzés   | Döntő                                    | Helyezés |
| Versenyző          | Versenyszám | Ellenfél Eredmény | Ellenfél Eredmény                           | Ellenfél Eredmény                         | Ellenfél Eredmény                   | Ellenfél Eredmény                             | Ellenfél Eredmény                    | Ellenfél Eredmény | Ellenfél Eredmény                        | Helyezés |
| ------------------ | ----------- | ----------------- | ------------------------------------------- | ----------------------------------------- | ----------------------------------- | --------------------------------------------- | ------------------------------------ | ----------------- | ---------------------------------------- | -------- |
| Nicholas Delpopolo | Könnyűsúly  | erőnyerő          | Ahmed Goumar (NIG) · 100(1)-000(2)          | Ganbaataryn Odbayar (MGL) · 010(2)-000(2) | Sagi Muki (ISR) · 000(0)–100(1)     |                                               | Ungvári Miklós (HUN) · 000(1)–000(2) | kiesett           |                                          | 7.       |
| Travis Stevens     | Váltósúly   | erőnyerő          | Robin Pacek (SWE) · 001(1)-000(1)           | Shakhzodbek Sabirov (UZB) · 101(1)-000(2) | Ivaylo Ivanov (BUL) · 100(0)-000(1) | Avtandil Ch'rik'ishvili (GEO) · 100(2)-000(1) |                                      |                   | Haszan Halmurzajev (RUS) · 000(0)–100(0) |          |
| Colton Brown       | Középsúly   | erőnyerő          | Iszlam Monier Suliman (SUD) · 100(0)-000(0) | Alexandre Iddir (FRA) · 000(1)–010(2)     | kiesett                             | kiesett                                       |                                      |                   |                                          | 9.       |

Női
| Versenyző        | Versenyszám  | Selejtező                                      | Nyolcaddöntő                         | Negyeddöntő                      | Elődöntő                               | Vigaszág elődöntő | Bronz- mérkőzés   | Döntő                                 | Helyezés |
| Versenyző        | Versenyszám  | Ellenfél Eredmény                              | Ellenfél Eredmény                    | Ellenfél Eredmény                | Ellenfél Eredmény                      | Ellenfél Eredmény | Ellenfél Eredmény | Ellenfél Eredmény                     | Helyezés |
| ---------------- | ------------ | ---------------------------------------------- | ------------------------------------ | -------------------------------- | -------------------------------------- | ----------------- | ----------------- | ------------------------------------- | -------- |
| Angelica Delgado | Harmatsúly   | Adiyaasambuugiin Tsolmon (MGL) · 010(2)–003(0) | kiesett                              | kiesett                          | kiesett                                |                   |                   |                                       | 17.      |
| Marti Malloy     | Könnyűsúly   | erőnyerő                                       | Lien Chen-ling (TPE) · 000(2)–000(0) | kiesett                          | kiesett                                |                   |                   |                                       | 9.       |
| Kayla Harrison   | Félnehézsúly | erőnyerő                                       | Zhang Zhehui (CHN) · 100(0)-000(0)   | Joó Abigél (HUN) · 100(0)-000(1) | Anamari Velenšek (SLO) · 100(0)-000(0) |                   |                   | Audrey Tcheuméo (FRA) · 100(0)-000(2) |          |

## Golf
| Versenyző     | Versenyszám  | 1. forduló | 1. forduló | 2. forduló | 2. forduló | 3. forduló | 3. forduló | 4. forduló | 4. forduló | Összesen | Összesen | Összesen |
| Versenyző     | Versenyszám  | Pont       | Par        | Pont       | Par        | Pont       | Par        | Pont       | Par        | Pontszám | Par      | Helyezés |
| ------------- | ------------ | ---------- | ---------- | ---------- | ---------- | ---------- | ---------- | ---------- | ---------- | -------- | -------- | -------- |
| Rickie Fowler | Férfi egyéni | 75         | +4         | 71         | 0          | 64         | −7         | 74         | +3         | 284      | 0        | 37.      |
| Matt Kuchar   | Férfi egyéni | 69         | −2         | 70         | −1         | 69         | −2         | 63         | −8         | 271      | −13      |          |
| Patrick Reed  | Férfi egyéni | 72         | +1         | 69         | −2         | 73         | +2         | 64         | −7         | 278      | −6       | 11.      |
| Bubba Watson  | Férfi egyéni | 73         | +2         | 67         | −4         | 67         | −4         | 70         | −1         | 277      | −7       | 8.       |
| Stacy Lewis   | Női egyéni   | 70         | −1         | 63         | −8         | 76         | +5         | 66         | −5         | 275      | −9       | 4.       |
| Gerina Piller | Női egyéni   | 69         | −2         | 67         | −4         | 68         | −3         | 74         | +3         | 278      | −6       | 11.      |
| Lexi Thompson | Női egyéni   | 68         | −3         | 71         | 0          | 76         | +5         | 66         | −5         | 281      | −3       | 19.      |

## Gyeplabda

### Női
| Amerikai női gyeplabdacsapat-játékoskeret | Amerikai női gyeplabdacsapat-játékoskeret |
| --- | --- |
| - Jackie Briggs - Lauren Crandall - Rachel Dawson - Katelyn Falgowski - Stefanie Fee - Melissa Gonzalez - Michelle Kasold - Kelsey Kolojejchick | - Alyssa Manley - Katie O’Donnell - Julia Reinprecht - Katie Reinprecht - Kathleen Sharkey - Caitlin Van Sickle - Michelle Vittese - Jill Witmer |

#### Eredmények
Csoportkör
B csoport
| Csapat                 | M | Gy | D | V | G+ | G– | Gk  | P  |
| ---------------------- | - | -- | - | - | -- | -- | --- | -- |
| Nagy-Britannia (GBR)   | 5 | 5  | 0 | 0 | 12 | 4  | +8  | 15 |
| Egyesült Államok (USA) | 5 | 4  | 0 | 1 | 14 | 5  | +9  | 12 |
| Ausztrália (AUS)       | 5 | 3  | 0 | 2 | 11 | 5  | +6  | 9  |
| Argentína (ARG)        | 5 | 2  | 0 | 3 | 12 | 6  | +6  | 6  |
| Japán (JPN)            | 5 | 0  | 1 | 4 | 3  | 16 | –13 | 1  |
| India (IND)            | 5 | 0  | 1 | 4 | 3  | 19 | –16 | 1  |

| 2016. augusztus 6. 17:00 (22:00) | Argentína (ARG) | 1–2         | Egyesült Államok (USA)         | Játékvezetők: Michelle Joubert (RSA) Michelle Meister (GER) |
| 2016. augusztus 6. 17:00 (22:00) | Merino 56'      | Jegyzőkönyv | K. Reinprecht 35' · Kasold 50' | Játékvezetők: Michelle Joubert (RSA) Michelle Meister (GER) |

| 2016. augusztus 8. 10:00 (15:00) | Ausztrália (AUS) | 1–2         | Egyesült Államok (USA)       | Játékvezetők: Elena Eskina (RUS) Carolina de la Fuente (ARG) |
| 2016. augusztus 8. 10:00 (15:00) | Slattery 43'     | Jegyzőkönyv | Vittese 25' · Van Sickle 41' | Játékvezetők: Elena Eskina (RUS) Carolina de la Fuente (ARG) |

| 2016. augusztus 10. 17:00 (22:00) | Egyesült Államok (USA)                                                | 6–1         | Japán (JPN)   | Játékvezetők: Amber Church (NZL) Fanneke Alkemade (NED) |
| 2016. augusztus 10. 17:00 (22:00) | Gonzalez 1' · O'Donnell 5', 52', 60' · K. Reinprecht 29' · Witmer 37' | Jegyzőkönyv | Nakashima 47' | Játékvezetők: Amber Church (NZL) Fanneke Alkemade (NED) |

| 2016. augusztus 11. 19:30 (00:30) | Egyesült Államok (USA)            | 3–0         | India (IND) | Játékvezetők: Melissa Trivic (AUS) Chieko Soma (JPN) |
| 2016. augusztus 11. 19:30 (00:30) | O'Donnell 14', 42' · Gonzalez 52' | Jegyzőkönyv |             | Játékvezetők: Melissa Trivic (AUS) Chieko Soma (JPN) |

| 2016. augusztus 13. 18:00 (23:00) | Nagy-Britannia (GBR)  | 2–1         | Egyesült Államok (USA) | Játékvezetők: Amber Church (NZL) Irene Presenqui (ARG) |
| 2016. augusztus 13. 18:00 (23:00) | Bray 53' · Danson 56' | Jegyzőkönyv | Vittese 39'            | Játékvezetők: Amber Church (NZL) Irene Presenqui (ARG) |

Negyeddöntő
| 2016. augusztus 15. 12:30 (17:30) | Egyesült Államok (USA) | 1–2         | Németország (GER)    | Játékvezetők: Carolina de la Fuente (ARG) Miao Lin (CHN) |
| 2016. augusztus 15. 12:30 (17:30) | Falgowski 57'          | Jegyzőkönyv | Mävers 8' · Hahn 14' | Játékvezetők: Carolina de la Fuente (ARG) Miao Lin (CHN) |

| Csapat                 | Helyezés |
| ---------------------- | -------- |
| Egyesült Államok (USA) | 5.       |

## Íjászat
Férfi
| Versenyző                                | Versenyszám | Selejtező | Selejtező | 64-es főtábla                              | 32-es főtábla                   | Nyolcaddöntő                  | Negyeddöntő                                                                      | Elődöntő                                                                                               | Döntő | Helyezés |
| Versenyző                                | Versenyszám | Pont      | Kiemelés  | Ellenfél Eredmény                          | Ellenfél Eredmény               | Ellenfél Eredmény             | Ellenfél Eredmény                                                                | Ellenfél Eredmény                                                                                      | Ellenfél Eredmény                                                                                              | Helyezés |
| ---------------------------------------- | ----------- | --------- | --------- | ------------------------------------------ | ------------------------------- | ----------------------------- | -------------------------------------------------------------------------------- | --- | --- | -------- |
| Brady Ellison                            | Egyéni      | 690       | 2.        | Ali El Ghrari (LBA)(63.) · 6-0             | Jake Kaminski (USA)(31.) · 6-2  | Zach Garrett (USA)(15.) · 6-4 | Furukava Takaharu (JPN)(7.) · 6-2                                                | Ku Boncshan (Ku Bon-chan) (KOR)(6.) · 5-6                                                              | Bronzmérkőzés · Sjef van den Berg (NED)(2.) · 6-2                                                              |          |
| Zach Garrett                             | Egyéni      | 674       | 15.       | Kamaruddin Haziq (MAS)(50.) · 6-0          | Crispin Duenas (CAN)(18.) · 7-3 | Brady Ellison (USA)(2.) · 4-6 | kiesett                                                                          | kiesett                                                                                                | kiesett | 9.       |
| Jake Kaminski                            | Egyéni      | 660       | 31.       | Marcus Vinicius D'Almeida (BRA)(34.) · 6-2 | Brady Ellison (USA)(2.) · 2-6   | kiesett                       | kiesett                                                                          | kiesett                                                                                                | kiesett | 17.      |
| Brady Ellison Zach Garrett Jake Kaminski | Csapat      | 2024      | 2.        |                                            |                                 | erőnyerő                      | Indonézia (INA) · Riau Ega Agatha · Hendra Purnama · Muhammad Wijaya (10.) · 6–2 | Kína (CHN) · Ku Hszüe-szung (Gu Xuesong) · Hszing Jü (Xing Yu) · Vang Ta-peng (Wang Dapeng) (6.) · 6–0 | Dél-Korea (KOR) · Ku Boncshan (Ku Bon-chan) · I Szungjun (Lee Seung-yun) · Kim Udzsin (Kim Woo-jin) (1.) · 0–6 |          |

Női
| Versenyző       | Versenyszám | Selejtező | Selejtező | 64-es főtábla                   | 32-es főtábla                | Nyolcaddöntő      | Negyeddöntő       | Elődöntő          | Döntő             | Helyezés |
| Versenyző       | Versenyszám | Pont      | Kiemelés  | Ellenfél Eredmény               | Ellenfél Eredmény            | Ellenfél Eredmény | Ellenfél Eredmény | Ellenfél Eredmény | Ellenfél Eredmény | Helyezés |
| --------------- | ----------- | --------- | --------- | ------------------------------- | ---------------------------- | ----------------- | ----------------- | ----------------- | ----------------- | -------- |
| Mackenzie Brown | Egyéni      | 641       | 19.       | Claudia Mandia (ITA)(46.) · 6-4 | San Yu Htwe (MYA)(51.) · 3-7 | kiesett           | kiesett           | kiesett           | kiesett           | 17.      |

## Kajak-kenu

### Gyorsasági
Női
| Versenyző    | Versenyszám       | Előfutam | Előfutam | Előfutam | Elődöntő | Elődöntő | Elődöntő | Döntő   | Döntő   | Döntő    | Helyezés |
| Versenyző    | Versenyszám       | Idő      | Hely.    | Össz.    | Idő      | Hely.    | Össz.    | Típus   | Idő     | Helyezés | Helyezés |
| ------------ | ----------------- | -------- | -------- | -------- | -------- | -------- | -------- | ------- | ------- | -------- | -------- |
| Maggie Hogan | Kajak egyes 200 m | 44,668   | 7.       | 27.      | kiesett  | kiesett  | kiesett  | kiesett | kiesett | kiesett  | 27.      |
| Maggie Hogan | Kajak egyes 500 m | 1:58,970 | 6.       | 22.      | kiesett  | kiesett  | kiesett  | kiesett | kiesett | kiesett  | 22.      |

### Szlalom
Férfi
| Versenyző                   | Versenyszám | Selejtező | Selejtező | Selejtező | Selejtező | Selejtező     | Selejtező     | Elődöntő | Elődöntő | Döntő   | Döntő    |
| Versenyző                   | Versenyszám | 1. futam  | 1. futam  | 2. futam  | 2. futam  | Jobb eredmény | Jobb eredmény | Elődöntő | Elődöntő | Döntő   | Döntő    |
| Versenyző                   | Versenyszám | Pont      | Hely.     | Pont      | Hely.     | Pont          | Hely.         | Pont     | Hely.    | Pont    | Helyezés |
| --------------------------- | ----------- | --------- | --------- | --------- | --------- | ------------- | ------------- | -------- | -------- | ------- | -------- |
| Michal Smolen               | Kajak egyes | 92,96     | 11.       | 90,13     | 6.        | 90,13         | 10.           | 97,87    | 12.      | kiesett | kiesett  |
| Casey Eichfeld              | Kenu egyes  | 100,02    | 8.        | 101,23    | 10.       | 100,02        | 12.           | 101,23   | 10.      | 99,69   | 7.       |
| Devin McEwan Casey Eichfeld | Kenu kettes | 112,33    | 8.        | 117,19    | 9.        | 112,33        | 10.           | 116,26   | 10.      | 117,85  | 10.      |

Női
| Versenyző  | Versenyszám | Selejtező | Selejtező | Selejtező | Selejtező | Selejtező     | Selejtező     | Elődöntő | Elődöntő | Döntő   | Döntő    |
| Versenyző  | Versenyszám | 1. futam  | 1. futam  | 2. futam  | 2. futam  | Jobb eredmény | Jobb eredmény | Elődöntő | Elődöntő | Döntő   | Döntő    |
| Versenyző  | Versenyszám | Pont      | Hely.     | Pont      | Hely.     | Pont          | Hely.         | Pont     | Hely.    | Pont    | Helyezés |
| ---------- | ----------- | --------- | --------- | --------- | --------- | ------------- | ------------- | -------- | -------- | ------- | -------- |
| Ashley Nee | Kajak egyes | 113,15    | 14.       | 105,60    | 6.        | 105,60        | 9.            | 116,59   | 14.      | kiesett | kiesett  |

## Kerékpározás

### BMX
| Versenyző      | Versenyszám | Selejtező | Selejtező | Negyeddöntő | Negyeddöntő | Elődöntő | Elődöntő | Döntő   | Döntő    | Helyezés |
| Versenyző      | Versenyszám | Idő       | Helyezés  | Pont        | Helyezés    | Pont     | Helyezés | Idő     | Helyezés | Helyezés |
| -------------- | ----------- | --------- | --------- | ----------- | ----------- | -------- | -------- | ------- | -------- | -------- |
| Connor Fields  | Férfi       | 34,768    | 4.        | 8           | 2.          | 10       | 2.       | 34,642  | 1.       |          |
| Nicholas Long  | Férfi       | 35,088    | 9.        | 10          | 3.          | 12       | 4.       | 35,522  | 4.       | 4.       |
| Corben Sharrah | Férfi       | 34,893    | 5.        | 9           | 3.          | 12       | 5.       | kiesett | kiesett  | 9.       |
| Brooke Crain   | Női         | 35,345    | 7.        |             |             | 7        | 2.       | 35,520  | 4.       | 4.       |
| Alise Post     | Női         | 35,509    | 8.        |             |             | 8        | 2.       | 34,435  | 2.       |          |

### Hegyi-kerékpározás
| Versenyző      | Versenyszám        | Idő        | Helyezés |
| -------------- | ------------------ | ---------- | -------- |
| Howard Grotts  | Férfi terepverseny | lekörözték | 38.      |
| Lea Davison    | Női terepverseny   | 1:33:27    | 7.       |
| Chloe Woodruff | Női terepverseny   | 1:36:17    | 14.      |

### Országúti kerékpározás
Férfi
| Versenyző        | Versenyszám   | Idő             | Helyezés      |
| ---------------- | ------------- | --------------- | ------------- |
| Brent Bookwalter | Mezőnyverseny | 6:13:36 (+3:31) | 16.           |
| Brent Bookwalter | Időfutam      | 1:17:57,61      | 23.           |
| Taylor Phinney   | Időfutam      | 1:17:25,31      | 22.           |
| Taylor Phinney   | Mezőnyverseny | nem ért célba   | nem ért célba |

Női
| Versenyző         | Versenyszám   | Idő             | Helyezés      |
| ----------------- | ------------- | --------------- | ------------- |
| Mara Abbott       | Mezőnyverseny | 3:51:31 (+0:04) | 4.            |
| Megan Guarnier    | Mezőnyverseny | 3:52:41 (+1:14) | 11.           |
| Kristin Armstrong | Mezőnyverseny | nem ért célba   | nem ért célba |
| Kristin Armstrong | Időfutam      | 44:26,42        |               |
| Evelyn Stevens    | Időfutam      | 46:00,08        | 10.           |
| Evelyn Stevens    | Mezőnyverseny | 3:52:43 (+1:16) | 12.           |

### Pálya-kerékpározás
Üldözőversenyek
| Versenyző                                               | Versenyszám | Selejtező | Selejtező | Elődöntő                                                                                     | Elődöntő  | Elődöntő | Döntő                                                                                            | Döntő     | Döntő    |
| Versenyző                                               | Versenyszám | Idő       | Hely.     | Ellenfél Idő                                                                                 | Saját idő | Hely.    | Ellenfél Idő                                                                                     | Saját idő | Helyezés |
| ------------------------------------------------------- | ----------- | --------- | --------- | -------------------------------------------------------------------------------------------- | --------- | -------- | ------------------------------------------------------------------------------------------------ | --------- | -------- |
| Kelly Catlin Chloé Dygert Sarah Hammer Jennifer Valente | Női csapat  | 4:14,286  | 2.        | Ausztrália (AUS) · Georgia Baker · Amy Cure · Annette Edmondson · Melissa Hoskins · 4:20,262 | 4:12,282  | 2.       | Nagy-Britannia (GBR) · Katie Archibald · Elinor Barker · Joanna Rowsell · Laura Trott · 4:10,236 | 4:12,454  |          |

Keirin
| Versenyző         | Versenyszám | 1. forduló | Vigaszág | 2. forduló | 7–12. helyért | Döntő    | Helyezés |
| Versenyző         | Versenyszám | Helyezés   | Helyezés | Helyezés   | Helyezés      | Helyezés | Helyezés |
| ----------------- | ----------- | ---------- | -------- | ---------- | ------------- | -------- | -------- |
| Matthew Baranoski | Férfi       | 5.         | 3.       | kiesett    | kiesett       | kiesett  | 17.      |

Omnium
| Versenyző | Versenyszám | 15 km-es scratch | 15 km-es scratch | 4 km-es egyéni üldözőverseny | 4 km-es egyéni üldözőverseny | 4 km-es egyéni üldözőverseny | Kieséses verseny | Kieséses verseny | 1000 m-es időfutam | 1000 m-es időfutam | 1000 m-es időfutam | 250 méter repülő rajt | 250 méter repülő rajt | 250 méter repülő rajt | 30 km-es pontverseny | 30 km-es pontverseny | Összesítés  | Összesítés  |
| Versenyző | Versenyszám | Pont             | Hely.            | Idő                          | Pont                         | Hely.                        | Pont             | Hely.            | Idő                | Pont               | Hely.              | Idő                   | Pont                  | Hely.                 | Pont                 | Hely.                | Pont        | Helyezés    |
| --------- | ----------- | ---------------- | ---------------- | ---------------------------- | ---------------------------- | ---------------------------- | ---------------- | ---------------- | ------------------ | ------------------ | ------------------ | --------------------- | --------------------- | --------------------- | -------------------- | -------------------- | ----------- | ----------- |
| Bobby Lea | Férfi       | 8                | 17.              | 4:23,942                     | 26                           | 8.                           | 20               | 11.              | 1:05,339           | 14                 | 14.                | 13,416                | 18                    | 12.                   | nem ért célba        | nem ért célba        | helyezetlen | helyezetlen |

| Versenyző    | Versenyszám | 10 km-es scratch | 10 km-es scratch | 3 km-es egyéni üldözőverseny | 3 km-es egyéni üldözőverseny | 3 km-es egyéni üldözőverseny | Kieséses verseny | Kieséses verseny | 500 m-es időfutam | 500 m-es időfutam | 500 m-es időfutam | 250 méter repülő rajt | 250 méter repülő rajt | 250 méter repülő rajt | 20 km-es pontverseny | 20 km-es pontverseny | Összesítés | Összesítés |
| Versenyző    | Versenyszám | Pont             | Hely.            | Idő                          | Pont                         | Hely.                        | Pont             | Hely.            | Idő               | Pont              | Hely.             | Idő                   | Pont                  | Hely.                 | Pont                 | Hely.                | Pont       | Helyezés   |
| ------------ | ----------- | ---------------- | ---------------- | ---------------------------- | ---------------------------- | ---------------------------- | ---------------- | ---------------- | ----------------- | ----------------- | ----------------- | --------------------- | --------------------- | --------------------- | -------------------- | -------------------- | ---------- | ---------- |
| Sarah Hammer | Női         | 34               | 4.               | 3:26,988                     | 38                           | 2.                           | 36               | 3.               | 35,366            | 32                | 5.                | 14,081                | 32                    | 5.                    | 34                   | 6.                   | 206        |            |

## Labdarúgás

### Női
| Amerikai női labdarúgócsapat-játékoskeret | Amerikai női labdarúgócsapat-játékoskeret                                                                                 |
| --- | --- |
| - Morgan Brian - Crystal Dunn - Whitney Engen - Julie Ertz - Tobin Heath - Lindsey Horan - Meghan Klingenberg - Ali Krieger - Carli Lloyd (c) | - Allie Long - Alex Morgan - Kelley O'Hara - Christen Press - Mallory Pugh - Megan Rapinoe - Becky Sauerbrunn - Hope Solo |

#### Eredmények
Csoportkör
G csoport
| Csapat                 | M | Gy | D | V | Rg | Kg | Gk | P |
| ---------------------- | - | -- | - | - | -- | -- | -- | - |
| Egyesült Államok (USA) | 3 | 2  | 1 | 0 | 5  | 2  | +3 | 7 |
| Franciaország (FRA)    | 3 | 2  | 0 | 1 | 7  | 1  | +6 | 6 |
| Új-Zéland (NZL)        | 3 | 1  | 0 | 2 | 1  | 5  | –4 | 3 |
| Kolumbia (COL)         | 3 | 0  | 1 | 2 | 2  | 7  | –5 | 1 |

| 2016. augusztus 3. 19:00 (0:00) |

| Egyesült Államok (USA) | 2–0               | Új-Zéland (NZL) |
| ---------------------- | ----------------- | --------------- |
| Lloyd 9' Morgan 46'    | (1–0) Jegyzőkönyv |                 |

| Estádio Mineirão, Belo Horizonte Nézőszám: 10 059 Játékvezető: Katerina Monzul (ukrán) |

| 2016. augusztus 6. 17:00 (22:00) |

| Egyesült Államok (USA) | 1–0               | Franciaország (FRA) |
| ---------------------- | ----------------- | ------------------- |
| Lloyd 64'              | (0–0) Jegyzőkönyv |                     |

| Estádio Mineirão, Belo Horizonte Nézőszám: 11 782 Játékvezető: Claudia Umpierrez (uruguayi) |

| 2016. augusztus 9. 18:00 (0:00) |

| Kolumbia (COL)  | 2–2               | Egyesült Államok (USA) |
| --------------- | ----------------- | ---------------------- |
| C. Usme 26' 90' | (1–1) Jegyzőkönyv | Dunn 41' Pugh 59'      |

| Arena da Amazônia, Manaus Nézőszám: 30 557 Játékvezető: Teodora Albon (román) |

Negyeddöntő
| 2016. augusztus 12. 13:00 (18:00) |

| Egyesült Államok (USA)         | 1–1 (h. u.)       | Svédország (SWE)                         |
| ------------------------------ | ----------------- | ---------------------------------------- |
| Morgan 77'                     | (0–0) Jegyzőkönyv | Blackstenius 61'                         |
| Büntetőpárbaj                  |                   |                                          |
| Morgan Horan Lloyd Brian Press | 3–4               | Schelin Asllani Sembrant Seger Dahlkvist |

| Estádio Nacional de Brasília, Brazíliaváros Nézőszám: 13 892 Játékvezető: Anna-Marie Keighley (új-zélandi) |

| Csapat                 | Helyezés |
| ---------------------- | -------- |
| Egyesült Államok (USA) | 5.       |

## Lovaglás
Díjlovaglás
Díjugratás
Lovastusa

## Ökölvívás
Férfi
| Versenyző        | Versenyszám  | Selejtező                       | Nyolcaddöntő                    | Negyeddöntő                         | Elődöntő                                 | Döntő                       | Helyezés |
| Versenyző        | Versenyszám  | Ellenfél Eredmény               | Ellenfél Eredmény               | Ellenfél Eredmény                   | Ellenfél Eredmény                        | Ellenfél Eredmény           | Helyezés |
| ---------------- | ------------ | ------------------------------- | ------------------------------- | ----------------------------------- | ---------------------------------------- | --------------------------- | -------- |
| Nico Hernández   | Papírsúly    | Manuel Cappai (ITA) · 3-0       | Vaszilij Jegorov (RUS) · 3-0    | Carlos Quipo (ECU) · 3-0            | Hasanboy Dusmatov (UZB) · 0-3            | kiesett                     |          |
| Antonio Vargas   | Légsúly      | Julião Neto (BRA) · 2-0         | Shakhobidin Zoirov (UZB) · 0-3  | kiesett                             | kiesett                                  | kiesett                     | 9.       |
| Shakur Stevenson | Harmatsúly   | erőnyerő                        | Robenílson de Jesus (BRA) · 3-0 | Erdenebatyn Tsendbaatar (MGL) · 3-0 | Vlagyimir Nyikityin (RUS) · visszalépett | Robeisy Ramírez (CUB) · 1-2 |          |
| Carlos Balderas  | Könnyűsúly   | Berik Abdrakhmanov (KAZ) · 3-0  | Narimacu Daiszuke (JPN) · 3-0   | Lázaro Álvarez (CUB) · 0-3          | kiesett                                  | kiesett                     | 5.       |
| Gary Russell     | Kisváltósúly | Richardson Hitchins (HAI) · 3-0 | Wuttichai Masuk (THA) · 2-1     | Fazliddin Gʻoibnazarov (UZB) · 1-2  | kiesett                                  | kiesett                     | 5.       |
| Charles Conwell  | Középsúly    | Krisna Vikász (IND) · 0-3       | kiesett                         | kiesett                             | kiesett                                  | kiesett                     | 16.      |

Női
| Versenyző        | Versenyszám | Selejtező                   | Negyeddöntő                        | Elődöntő                     | Döntő                       | Helyezés |
| Versenyző        | Versenyszám | Ellenfél Eredmény           | Ellenfél Eredmény                  | Ellenfél Eredmény            | Ellenfél Eredmény           | Helyezés |
| ---------------- | ----------- | --------------------------- | ---------------------------------- | ---------------------------- | --------------------------- | -------- |
| Mikaela Mayer    | Könnyűsúly  | Jennifer Chieng (FSM) · 3-0 | Anasztaszija Beljakova (RUS) · 0-2 | kiesett                      | kiesett                     | 5.       |
| Claressa Shields | Középsúly   | erőnyerő                    | Jaroszlava Jakusina (RUS) · 3-0    | Dariga Shakimova (KAZ) · 3-0 | Nouchka Fontijn (NED) · 3-0 |          |

## Rögbi

### Férfi
| Amerikai férfi rögbi-játékoskeret                                                                             | Amerikai férfi rögbi-játékoskeret                                                   |
| --- | ----------------------------------------------------------------------------------- |
| - Perry Baker - Garrett Bender - Danny Barrett - Andrew Durutalo - Nate Ebner - Madison Hughes - Carlin Isles | - Martin Iosefo - Folau Niua - Ben Pinkelman - Zack Test - Maka Unufe - Chris Wyles |

#### Eredmények
Csoportkör
A csoport
| Csapat                 | M | Gy | D | V | P+ | P– | Pk  | P |
| ---------------------- | - | -- | - | - | -- | -- | --- | - |
| Fidzsi-szigetek (FIJ)  | 3 | 3  | 0 | 0 | 85 | 45 | +40 | 9 |
| Argentína (ARG)        | 3 | 2  | 0 | 1 | 62 | 35 | +27 | 7 |
| Egyesült Államok (USA) | 3 | 1  | 0 | 2 | 59 | 41 | +18 | 5 |
| Brazília (BRA)         | 3 | 0  | 0 | 3 | 12 | 97 | –85 | 3 |

| 2016. augusztus 9. 13:00 (18:00) |                   | Egyesült Államok (USA) | 14–17 | Argentína (ARG) |  | Deodoro Stadion, Rio de Janeiro |
| 2016. augusztus 9. 13:00 (18:00) | (0–7) Jegyzőkönyv |                        |       |                 |  | Deodoro Stadion, Rio de Janeiro |

| 2016. augusztus 9. 18:00 (23:00) |                    | Egyesült Államok (USA) | 26–0 | Brazília (BRA) |  | Deodoro Stadion, Rio de Janeiro |
| 2016. augusztus 9. 18:00 (23:00) | (14–0) Jegyzőkönyv |                        |      |                |  | Deodoro Stadion, Rio de Janeiro |

| 2016. augusztus 10. 13:30 (18:30) |                    | Fidzsi-szigetek (FIJ) | 24–19 | Egyesült Államok (USA) |  | Deodoro Stadion, Rio de Janeiro |
| 2016. augusztus 10. 13:30 (18:30) | (12–7) Jegyzőkönyv |                       |       |                        |  | Deodoro Stadion, Rio de Janeiro |

A 9-12. helyért
| 2016. augusztus 10. 16:00 (21:00) |                    | Egyesült Államok (USA) | 24–12 | Brazília (BRA) |  | Deodoro Stadion, Rio de Janeiro |
| 2016. augusztus 10. 16:00 (21:00) | (17–5) Jegyzőkönyv |                        |       |                |  | Deodoro Stadion, Rio de Janeiro |

A 9. helyért
| 2016. augusztus 11. 13:00 (18:00) |                    | Egyesült Államok (USA) | 24–12 | Spanyolország (ESP) |  | Deodoro Stadion, Rio de Janeiro |
| 2016. augusztus 11. 13:00 (18:00) | (12–5) Jegyzőkönyv |                        |       |                     |  | Deodoro Stadion, Rio de Janeiro |

| Csapat                 | Helyezés |
| ---------------------- | -------- |
| Egyesült Államok (USA) | 9.       |

### Női
| Amerikai női rögbi-játékoskeret                                                                     | Amerikai női rögbi-játékoskeret                                                                        |
| --------------------------------------------------------------------------------------------------- | --- |
| - Bui Baravilala - Ryan Carlyle - Lauren Doyle - Joanne Fa'avesi - Carmen Farmer - Victoria Folayan | - Kelly Griffin - Jessica Javelet - Kathryn Johnson - Alev Kelter - Jillion Potter - Richelle Stephens |

#### Eredmények
Csoportkör
A csoport
| Csapat                 | M | Gy | D | V | P+  | P–  | Pk   | P |
| ---------------------- | - | -- | - | - | --- | --- | ---- | - |
| Ausztrália (AUS)       | 3 | 2  | 1 | 0 | 101 | 12  | +89  | 8 |
| Fidzsi-szigetek (FIJ)  | 3 | 2  | 0 | 1 | 48  | 43  | +5   | 7 |
| Egyesült Államok (USA) | 3 | 1  | 1 | 1 | 67  | 24  | +43  | 6 |
| Kolumbia (COL)         | 3 | 0  | 0 | 3 | 0   | 137 | –137 | 3 |

| 2016. augusztus 6. 13:00 (18:00) |                   | Egyesült Államok (USA) | 7–12 | Fidzsi-szigetek (FIJ) |  | Deodoro Stadion, Rio de Janeiro |
| 2016. augusztus 6. 13:00 (18:00) | (0–7) Jegyzőkönyv |                        |      |                       |  | Deodoro Stadion, Rio de Janeiro |

| 2016. augusztus 6. 18:00 (23:00) |                    | Egyesült Államok (USA) | 48–0 | Kolumbia (COL) |  | Deodoro Stadion, Rio de Janeiro |
| 2016. augusztus 6. 18:00 (23:00) | (24–0) Jegyzőkönyv |                        |      |                |  | Deodoro Stadion, Rio de Janeiro |

| 2016. augusztus 7. 13:30 (18:30) |                   | Ausztrália (AUS) | 12–12 | Egyesült Államok (USA) |  | Deodoro Stadion, Rio de Janeiro |
| 2016. augusztus 7. 13:30 (18:30) | (5–0) Jegyzőkönyv |                  |       |                        |  | Deodoro Stadion, Rio de Janeiro |

Negyeddöntő
| 2016. augusztus 7. 18:30 (23:30) |                   | Új-Zéland (NZL) | 5–0 | Egyesült Államok (USA) |  | Deodoro Stadion, Rio de Janeiro |
| 2016. augusztus 7. 18:30 (23:30) | (5–0) Jegyzőkönyv |                 |     |                        |  | Deodoro Stadion, Rio de Janeiro |

Az 5–8. helyért
| 2016. augusztus 8. 14:00 (19:00) |                   | Fidzsi-szigetek (FIJ) | 7–12 | Egyesült Államok (USA) |  | Deodoro Stadion, Rio de Janeiro |
| 2016. augusztus 8. 14:00 (19:00) | (7–0) Jegyzőkönyv |                       |      |                        |  | Deodoro Stadion, Rio de Janeiro |

Az 5. helyért
| 2016. augusztus 8. 18:00 (23:00) |                   | Franciaország (FRA) | 5–19 | Egyesült Államok (USA) |  | Deodoro Stadion, Rio de Janeiro |
| 2016. augusztus 8. 18:00 (23:00) | (5–0) Jegyzőkönyv |                     |      |                        |  | Deodoro Stadion, Rio de Janeiro |

| Csapat                 | Helyezés |
| ---------------------- | -------- |
| Egyesült Államok (USA) | 5.       |

## Sportlövészet
Férfi
| Versenyző        | Versenyszám           | Selejtező | Selejtező | Elődöntő | Elődöntő | Döntő   | Döntő    |
| Versenyző        | Versenyszám           | Pont      | Helyezés  | Pont     | Helyezés | Pont    | Helyezés |
| ---------------- | --------------------- | --------- | --------- | -------- | -------- | ------- | -------- |
| Emil Milev       | Gyorstüzelő pisztoly  | 578       | 12.       |          |          | kiesett | kiesett  |
| Keith Sanderson  | Gyorstüzelő pisztoly  | 580       | 10.       |          |          | kiesett | kiesett  |
| Will Brown       | Légpisztoly           | 577       | 12.       |          |          | kiesett | kiesett  |
| Will Brown       | Szabadpisztoly        | 555       | 10.       |          |          | kiesett | kiesett  |
| Jay Shi          | Szabadpisztoly        | 553       | 14.       |          |          | kiesett | kiesett  |
| Jay Shi          | Légpisztoly           | 577       | 18.       |          |          | kiesett | kiesett  |
| Lucas Kozeniesky | Légpuska              | 622,3     | 21.       |          |          | kiesett | kiesett  |
| Daniel Lowe      | Légpuska              | 620,0     | 34.       |          |          | kiesett | kiesett  |
| Daniel Lowe      | Sportpuska, összetett | 1168      | 28.       |          |          | kiesett | kiesett  |
| Matthew Emmons   | Sportpuska, összetett | 1169      | 19.       |          |          | kiesett | kiesett  |
| David Higgins    | Sportpuska, fekvő     | 617,7     | 40.       |          |          | kiesett | kiesett  |
| Michael McPhail  | Sportpuska, fekvő     | 622,0     | 19.       |          |          | kiesett | kiesett  |
| Walton Eller     | Dupla trap            | 131       | 14.       | kiesett  | kiesett  | kiesett | kiesett  |
| Joshua Richmond  | Dupla trap            | 135       | 7.        | kiesett  | kiesett  | kiesett | kiesett  |
| Vincent Hancock  | Skeet                 | 119       | 15.       | kiesett  | kiesett  | kiesett | kiesett  |
| Frank Thompson   | Skeet                 | 117       | 21.       | kiesett  | kiesett  | kiesett | kiesett  |

Női
| Versenyző         | Versenyszám           | Selejtező | Selejtező | Elődöntő | Elődöntő | Döntő   | Döntő    |
| Versenyző         | Versenyszám           | Pont      | Helyezés  | Pont     | Helyezés | Pont    | Helyezés |
| ----------------- | --------------------- | --------- | --------- | -------- | -------- | ------- | -------- |
| Lydia Paterson    | Légpisztoly           | 378       | 29.       |          |          | kiesett | kiesett  |
| Enkelejda Shehu   | Légpisztoly           | 372       | 40.       |          |          | kiesett | kiesett  |
| Enkelejda Shehu   | Sportpisztoly         | 567       | 33.       | kiesett  | kiesett  | kiesett | kiesett  |
| Sarah Scherer     | Légpuska              | 416,8     | 5.        |          |          | 78,6    | 8.       |
| Sarah Scherer     | Sportpuska, összetett | 570       | 33.       |          |          | kiesett | kiesett  |
| Virginia Thrasher | Sportpuska, összetett | 581       | 11.       |          |          | kiesett | kiesett  |
| Virginia Thrasher | Légpuska              | 416,3     | 6.        |          |          | 208,0   |          |
| Corey Cogdell     | Trap                  | 68        | 4.        | 13       | 3.       | 13 (+1) |          |
| Morgan Craft      | Skeet                 | 69        | 6.        | 14       | 5.       | kiesett | kiesett  |
| Kimberly Rhode    | Skeet                 | 72        | 2.        | 14       | 4.       | 15 (+7) |          |

## Súlyemelés
Férfi
| Versenyző       | Versenyszám | Szakítás | Szakítás | Lökés    | Lökés    | Összesen | Helyezés |
| Versenyző       | Versenyszám | Eredmény | Helyezés | Eredmény | Helyezés | Összesen | Helyezés |
| --------------- | ----------- | -------- | -------- | -------- | -------- | -------- | -------- |
| Kendrick Farris | 94 kg       | 160      | 11.      | 197      | 11.      | 357      | 11.      |

Női
| Versenyző    | Versenyszám | Szakítás | Szakítás | Lökés    | Lökés    | Összesen | Helyezés |
| Versenyző    | Versenyszám | Eredmény | Helyezés | Eredmény | Helyezés | Összesen | Helyezés |
| ------------ | ----------- | -------- | -------- | -------- | -------- | -------- | -------- |
| Morghan King | 48 kg       | 83       | 5.       | 100      | 7.       | 183      | 6.       |
| Jenny Arthur | 75 kg       | 107      | 6.       | 135      | 6.       | 242      | 6.       |
| Sarah Robles | +75 kg      | 126      | 3.       | 160      | 4.       | 286      |          |

## Szinkronúszás
| Versenyző                     | Versenyszám | Technikai gyakorlat | Technikai gyakorlat | Selejtező        | Selejtező        | Selejtező  | Selejtező  | Döntő            | Döntő            | Döntő      | Döntő      | Helyezés |
| Versenyző                     | Versenyszám | Technikai gyakorlat | Technikai gyakorlat | Szabad gyakorlat | Szabad gyakorlat | Összesítés | Összesítés | Szabad gyakorlat | Szabad gyakorlat | Összesítés | Összesítés | Helyezés |
| Versenyző                     | Versenyszám | Pont                | Hely.               | Pont             | Hely.            | Pont       | Hely.      | Pont             | Hely.            | Pont       | Hely.      | Helyezés |
| ----------------------------- | ----------- | ------------------- | ------------------- | ---------------- | ---------------- | ---------- | ---------- | ---------------- | ---------------- | ---------- | ---------- | -------- |
| Anita Alvarez Mariya Koroleva | Páros       | 86,4612             | 8.                  | 86,4333          | 9.               | 172,8945   | 9.         | 87,5333          | 9.               | 173,9945   | 9.         | 9.       |

## Taekwondo
Férfi
| Versenyző       | Versenyszám | Nyolcaddöntő                | Negyeddöntő                 | Elődöntő          | Vigaszág elődöntő         | Bronz- mérkőzés               | Döntő             | Helyezés |
| Versenyző       | Versenyszám | Ellenfél Eredmény           | Ellenfél Eredmény           | Ellenfél Eredmény | Ellenfél Eredmény         | Ellenfél Eredmény             | Ellenfél Eredmény | Helyezés |
| --------------- | ----------- | --------------------------- | --------------------------- | ----------------- | ------------------------- | ----------------------------- | ----------------- | -------- |
| Steven López    | Váltósúly   | Albert Haun (RUS) · 7-4     | Lutalo Muhammad (GBR) · 2-9 |                   | Hayder Shkara (AUS) · 0-0 | Oussama Oueslati (TUN) · 5-14 |                   | 5.       |
| Stephen Lambdin | Nehézsúly   | Maicon Siqueira (BRA) · 7-9 | kiesett                     | kiesett           |                           |                               |                   | 11.      |

Női
| Versenyző       | Versenyszám | Nyolcaddöntő               | Negyeddöntő                | Elődöntő                   | Vigaszág elődöntő | Bronz- mérkőzés             | Döntő             | Helyezés |
| Versenyző       | Versenyszám | Ellenfél Eredmény          | Ellenfél Eredmény          | Ellenfél Eredmény          | Ellenfél Eredmény | Ellenfél Eredmény           | Ellenfél Eredmény | Helyezés |
| --------------- | ----------- | -------------------------- | -------------------------- | -------------------------- | ----------------- | --------------------------- | ----------------- | -------- |
| Paige McPherson | Váltósúly   | Fəridə Əzizova (AZE) · 5-6 | kiesett                    | kiesett                    |                   |                             |                   | 11.      |
| Jackie Galloway | Nehézsúly   | Crystal Weekes (PUR) · 5-0 | Reshmie Oogink (NED) · 1-1 | María Espinoza (MEX) · 0-0 |                   | Gwladys Épangue (FRA) · 2-1 |                   |          |

## Tollaslabda
| Versenyző                        | Versenyszám  | Csoportkör | Csoportkör | Nyolcaddöntő      | Negyeddöntő       | Elődöntő          | Bronz- mérkőzés   | Döntő             | Helyezés |
| Versenyző                        | Versenyszám  | Ellenfél Eredmény | Hely.      | Ellenfél Eredmény | Ellenfél Eredmény | Ellenfél Eredmény | Ellenfél Eredmény | Ellenfél Eredmény | Helyezés |
| -------------------------------- | ------------ | --- | ---------- | ----------------- | ----------------- | ----------------- | ----------------- | ----------------- | -------- |
| Howard Shu                       | Férfi egyes  | J csoport · Tommy Sugiarto (INA) · 14–21, 10–21 · Osleini Guerrero (CUB) · 16–21, 15–21 | 3.         | kiesett           | kiesett           | kiesett           | kiesett           | kiesett           | 28.      |
| Phillip Chew Sattawat Pongnairat | Férfi páros  | B csoport · Kína (CHN) · Fu Haj-feng (Fu Hai-feng) · Csang Nan (Zhang Nan) · 6–21, 7–21 · Malajzia (MAS) · Goh V Shem · Tan Wee Kiong · 12–21, 10–21 · Németország (GER) · Michael Fuchs · Johannes Schöttler · 14–21, 14–21                                | 4.         |                   | kiesett           | kiesett           | kiesett           | kiesett           | 13.      |
| Iris Wang                        | Női egyes    | E csoport · Lianne Tan (BEL) · 21–17, 20–22, 21–14 · Telma Santos (POR) · 18–21, 21–10, 21–12 · Li Hsüe-zsuj (Li Xuerui) (CHN) · 16–21, 12–21 | 2.         | kiesett           | kiesett           | kiesett           | kiesett           | kiesett           | 14.      |
| Eva Lee Paula Lynn Obanana       | Női páros    | B csoport · Dél-Korea (KOR) · Csong Gjongun (Jeong Gyeong-eun) · Sin Szungcshan (Shin Seung-chan) · 14–21, 12–21 · Dánia (DEN) · Christinna Pedersen · Kamilla Rytter Juhl · 9–21, 6–21 · Kína (CHN) · Luo Jing (Luo Ying) · Luo Jü (Luo Yu) · 14–21, 15–21 | 4.         |                   | kiesett           | kiesett           | kiesett           | kiesett           | 13.      |
| Phillip Chew Jamie Subandhi      | Vegyes páros | D csoport · Dél-Korea (KOR) · Kim Hana · Ko Szonghjon (Go Seong-hyeon) · 10–21, 12–21 · Japán (JPN) · Kazuno Kenta · Kurihara Ajane · 6–21, 12–21 · Hollandia (NED) · Jacco Arends · Selena Piek · 15–21, 19–21                                             | 4.         |                   | kiesett           | kiesett           | kiesett           | kiesett           | 13.      |

## Triatlon
| Versenyző          | Versenyszám | 1,5 km úszás | Depózás 1 | 40 km kerékpározás | Depózás 2 | 10 km futás | Összesítés | Összesítés |
| Versenyző          | Versenyszám | Idő          | Idő       | Idő                | Idő       | Idő         | Idő        | Helyezés   |
| ------------------ | ----------- | ------------ | --------- | ------------------ | --------- | ----------- | ---------- | ---------- |
| Gregory Billington | Férfi       | 18:15        | 0:49      | 59:33              | 0:42      | 32:45       | 1:52:04    | 37.        |
| Ben Kanute         | Férfi       | 17:29        | 0:46      | 55:03              | 0:40      | 35:01       | 1:48:59    | 29.        |
| Joe Maloy          | Férfi       | 18:03        | 0:50      | 56:25              | 0:35      | 32:37       | 1:48:30    | 23.        |
| Gwen Jorgensen     | Női         | 19:12        | 0:56      | 1:01:21            | 0:38      | 34:09       | 1:56:16    |            |
| Sarah True         | Női         | 19:10        | 0:54      | nem ért célba      | kiesett   | kiesett     | kiesett    | kiesett    |
| Katie Zaferes      | Női         | 19:03        | 1:01      | 1:01:26            | 0:41      | 38:44       | 2:00:55    | 18.        |

## Vitorlázás
Férfi
| Versenyző                    | Versenyszám     | Futam | Futam | Futam | Futam | Futam | Futam | Futam | Futam | Futam | Futam | Futam | Futam | Futam   | Pontszám | Helyezés |
| Versenyző                    | Versenyszám     | 1     | 2     | 3     | 4     | 5     | 6     | 7     | 8     | 9     | 10    | 11    | 12    | É       | Pontszám | Helyezés |
| ---------------------------- | --------------- | ----- | ----- | ----- | ----- | ----- | ----- | ----- | ----- | ----- | ----- | ----- | ----- | ------- | -------- | -------- |
| Pedro Pascual                | Szörfvitorlázás | 25    | 26    | 28    | 28    | (37)  | 28    | 22    | 26    | 28    | 23    | 20    | 32    | kiesett | 286      | 28.      |
| Caleb Paine                  | Finn dingi      | 7     | 10    | (21)  | 3     | 14    | 2     | 17    | 7     | 10    | 4     |       |       | 2       | 76       |          |
| Charlie Buckingham           | Laser           | 20    | 7     | 10    | 22    | 8     | (26)  | 15    | 10    | 10    | 6     |       |       | kiesett | 108      | 11.      |
| David Hughes Stuart McNay    | 470-es osztály  | 10    | 7     | 8     | 13    | 4     | 7     | 6     | 1     | 11    | (14)  |       |       | 4       | 71       | 4.       |
| Thomas Barrows Joseph Morris | 49er osztály    | 18    | 19    | 14    | 14    | (21)  | 12    | 16    | 16    | 11    | 6     | 13    | 17    | kiesett | 155      | 19.      |

Női
| Versenyző                     | Versenyszám     | Futam | Futam | Futam | Futam | Futam | Futam | Futam | Futam | Futam | Futam | Futam | Futam | Futam   | Pontszám | Helyezés |
| Versenyző                     | Versenyszám     | 1     | 2     | 3     | 4     | 5     | 6     | 7     | 8     | 9     | 10    | 11    | 12    | É       | Pontszám | Helyezés |
| ----------------------------- | --------------- | ----- | ----- | ----- | ----- | ----- | ----- | ----- | ----- | ----- | ----- | ----- | ----- | ------- | -------- | -------- |
| Marion Lepert                 | Szörfvitorlázás | 10    | 3     | 10    | 13    | 12.9  | 23    | 6     | 23    | 15    | (27)  | 19    | 22    | kiesett | 156.9    | 16.      |
| Paige Railey                  | Laser radial    | 15    | 2     | 9     | 21    | 2     | 7     | (25)  | 24    | 25    | 4     |       |       | 22      | 131      | 10.      |
| Annie Haeger Briana Provancha | 470-es osztály  | 7     | 3     | (10)  | 2     | 5     | 5     | 2     | 8     | 8     | 9     |       |       | 20      | 69       | 7.       |
| Paris Henken Helena Scutt     | 49erFX osztály  | 13    | (16)  | 14    | 5     | 1     | 4     | 11    | 8     | 8     | 12    | 12    | 6     | 18      | 112      | 10.      |

Vegyes
| Versenyző                 | Versenyszám | Futam | Futam | Futam | Futam | Futam | Futam | Futam | Futam | Futam | Futam | Futam | Futam | Futam | Pontszám | Helyezés |
| Versenyző                 | Versenyszám | 1     | 2     | 3     | 4     | 5     | 6     | 7     | 8     | 9     | 10    | 11    | 12    | É     | Pontszám | Helyezés |
| ------------------------- | ----------- | ----- | ----- | ----- | ----- | ----- | ----- | ----- | ----- | ----- | ----- | ----- | ----- | ----- | -------- | -------- |
| Louisa Chafee Bora Gulari | Nacra 17    | 13    | 9     | (21)  | 12    | 21    | 4     | 9     | 2     | 8     | 8     | 9     | 3     | 8     | 106      | 8.       |

## Vívás
Férfi
| Versenyző                                                             | Versenyszám       | Selejtező         | 32-es főtábla                       | Nyolcaddöntő                    | Negyeddöntő                                                                    | Elődöntő                                                                              | Bronz- mérkőzés                                                              | Döntő                         | Helyezés |
| Versenyző                                                             | Versenyszám       | Ellenfél Eredmény | Ellenfél Eredmény                   | Ellenfél Eredmény               | Ellenfél Eredmény                                                              | Ellenfél Eredmény                                                                     | Ellenfél Eredmény                                                            | Ellenfél Eredmény             | Helyezés |
| --------------------------------------------------------------------- | ----------------- | ----------------- | ----------------------------------- | ------------------------------- | ------------------------------------------------------------------------------ | ------------------------------------------------------------------------------------- | ---------------------------------------------------------------------------- | ----------------------------- | -------- |
| Miles Chamley-Watson                                                  | Tőr, egyéni       | erőnyerő          | Artur Ahmathuzin (RUS) · 13-15      | kiesett                         | kiesett                                                                        | kiesett                                                                               | kiesett                                                                      | kiesett                       | 26.      |
| Alexander Massialas                                                   | Tőr, egyéni       | erőnyerő          | Mohamed Essam (EGY) · 15-7          | Artur Ahmathuzin (RUS) · 15-9   | Giorgio Avola (ITA) · 15-14                                                    | Richard Kruse (GBR) · 15-9                                                            |                                                                              | Daniele Garozzo (ITA) · 11-15 |          |
| Gerek Meinhardt                                                       | Tőr, egyéni       | erőnyerő          | Maximilien Van Haaster (CAN) · 15-4 | Erwann Le Péchoux (FRA) · 15-14 | Richard Kruse (GBR) · 13-15                                                    | kiesett                                                                               | kiesett                                                                      | kiesett                       | 5.       |
| Jason Pryor                                                           | Párbajtőr, egyéni | erőnyerő          | Benjamin Steffen (SUI) · 14-15      | kiesett                         | kiesett                                                                        | kiesett                                                                               | kiesett                                                                      | kiesett                       | 22.      |
| Eli Dershwitz                                                         | Kard, egyéni      |                   | Seppe Van Holsbeke (BEL) · 12-15    | kiesett                         | kiesett                                                                        | kiesett                                                                               | kiesett                                                                      | kiesett                       | 19.      |
| Daryl Homer                                                           | Kard, egyéni      |                   | Ilja Mokrecov (KAZ) · 15-11         | Max Hartung (GER) · 15-12       | Matyas Szabo (GER) · 15-12                                                     | Mojtaba Abedini (IRI) · 15-14                                                         |                                                                              | Szilágyi Áron (HUN) · 8-15    |          |
| Miles Chamley-Watson Race Imboden Alexander Massialas Gerek Meinhardt | Tőr, csapat       |                   |                                     |                                 | Egyiptom (EGY) · Alá ed-Dín Abu el-Kászem · Tarek Ayad · Mohamed Essam · 45-37 | Oroszország (RUS) · Artur Ahmathuzin · Alekszej Cseremiszinov · Tyimur Szafin · 41-45 | Olaszország (ITA) · Giorgio Avola · Andrea Baldini · Daniele Garozzo · 45-31 |                               |          |

Női
| Versenyző                                                        | Versenyszám       | Selejtező         | 32-es főtábla                      | Nyolcaddöntő                         | Negyeddöntő                                                                          | Elődöntő                                                                                              | Bronz- mérkőzés                                                                                            | Döntő             | Helyezés |
| Versenyző                                                        | Versenyszám       | Ellenfél Eredmény | Ellenfél Eredmény                  | Ellenfél Eredmény                    | Ellenfél Eredmény                                                                    | Ellenfél Eredmény                                                                                     | Ellenfél Eredmény                                                                                          | Ellenfél Eredmény | Helyezés |
| ---------------------------------------------------------------- | ----------------- | ----------------- | ---------------------------------- | ------------------------------------ | ------------------------------------------------------------------------------------ | --- | --- | ----------------- | -------- |
| Lee Kiefer                                                       | Tőr, egyéni       | erőnyerő          | Mona Saíto (LIB) · 15-3            | Liu Jung-si (CHN) · 9-15             | kiesett                                                                              | kiesett                                                                                               | kiesett | kiesett           | 10.      |
| Nzingha Prescod                                                  | Tőr, egyéni       | erőnyerő          | Nataly Michel (MEX) · 15-9         | Astrid Guyart (FRA) · 11-14          | kiesett                                                                              | kiesett                                                                                               | kiesett | kiesett           | 11.      |
| Katharine Holmes                                                 | Párbajtőr, egyéni | erőnyerő          | Erika Kirpu (EST) · 4-5            | kiesett                              | kiesett                                                                              | kiesett                                                                                               | kiesett | kiesett           | 25.      |
| Courtney Hurley                                                  | Párbajtőr, egyéni | erőnyerő          | Jana Semjakina (UKR) · 13-14       | kiesett                              | kiesett                                                                              | kiesett                                                                                               | kiesett | kiesett           | 23.      |
| Kelley Hurley                                                    | Párbajtőr, egyéni | erőnyerő          | Nathalie Moellhausen (BRA) · 12-15 | kiesett                              | kiesett                                                                              | kiesett                                                                                               | kiesett | kiesett           | 24.      |
| Ibtihaj Muhammad                                                 | Kard, egyéni      | erőnyerő          | Olena Kravacka (UKR) · 15-13       | Cécilia Berder (FRA) · 12-15         | kiesett                                                                              | kiesett                                                                                               | kiesett | kiesett           | 12.      |
| Dagmara Wozniak                                                  | Kard, egyéni      | erőnyerő          | Vaszilikí Vujúka (GRE) · 8-15      | kiesett                              | kiesett                                                                              | kiesett                                                                                               | kiesett | kiesett           | 24.      |
| Mariel Zagunis                                                   | Kard, egyéni      | erőnyerő          | Eileen Grench (PAN) · 15-4         | Jekatyerina Gyjacsenko (RUS) · 12-15 | kiesett                                                                              | kiesett                                                                                               | kiesett | kiesett           | 9.       |
| Katharine Holmes Courtney Hurley Kelley Hurley Katarzyna Trzopek | Párbajtőr, csapat |                   |                                    | erőnyerő                             | Románia (ROU) · Simona Gherman · Simona Pop · Ana Maria Popescu · 23-24              | 5–8. helyért · Franciaország (FRA) · Marie-Florence Candassamy · Auriane Mallo · Lauren Rembi · 32-28 | 5. helyért · Dél-Korea (KOR) · Cshö Indzsong (Choi In-jeong) · Cshö Unszuk · Sin Aram (Shin A-lam) · 22-18 |                   | 5.       |
| Monica Aksamit Ibtihaj Muhammad Dagmara Wozniak Mariel Zagunis   | Kard, csapat      |                   |                                    |                                      | Lengyelország (POL) · Bogna Jóźwiak · Małgorzata Kozaczuk · Aleksandra Socha · 45-43 | Oroszország (RUS) · Jekatyerina Gyjacsenko · Jana Jegorjan · Szofja Velikaja · 42-45                  | Olaszország (ITA) · Ilaria Bianco · Rossella Gregorio · Loreta Gulotta · Irene Vecchi · 45-30              |                   |          |

## Vízilabda

### Férfi
| Amerikai férfi vízilabdacsapat-játékoskeret                                                            | Amerikai férfi vízilabdacsapat-játékoskeret                                         |
| --- | ----------------------------------------------------------------------------------- |
| - Tony Azevedo - McQuin Baron - Bret Bonanni - Alex Bowen - Luca Cupido - Thomas Dunstan - Ben Hallock | - John Mann - Merrill Moses - Alex Obert - Alex Roelse - Josh Samuels - Jesse Smith |

#### Eredmények
Csoportkör
B csoport
| Hely. | Csapat                 | M | Gy | D | V | G+ | G– | Gk  | P | Továbbjutás |
| ----- | ---------------------- | - | -- | - | - | -- | -- | --- | - | ----------- |
| 1.    | Spanyolország (ESP)    | 5 | 3  | 1 | 1 | 46 | 35 | +11 | 7 | Negyeddöntő |
| 2.    | Horvátország (CRO)     | 5 | 3  | 0 | 2 | 37 | 37 | 0   | 6 | Negyeddöntő |
| 3.    | Olaszország (ITA)      | 5 | 3  | 0 | 2 | 40 | 41 | −1  | 6 | Negyeddöntő |
| 4.    | Montenegró (MNE)       | 5 | 2  | 1 | 2 | 36 | 32 | +4  | 5 | Negyeddöntő |
| 5.    | Egyesült Államok (USA) | 5 | 2  | 0 | 3 | 35 | 35 | 0   | 4 |             |
| 6.    | Franciaország (FRA)    | 5 | 1  | 0 | 4 | 28 | 42 | −14 | 2 |             |

| 2016. augusztus 6. 10:20 (15:20) | Egyesült Államok (USA) | 5–7         | Horvátország (CRO) | Maria Lenk Aquatic Center, Rio de Janeiro Játékvezetők: Boris Margeta (SLO), Daniel Flahive (AUS) |
| 2016. augusztus 6. 10:20 (15:20) | (2–2, 1–1, 1–2, 1–2)   |             |                    | Maria Lenk Aquatic Center, Rio de Janeiro Játékvezetők: Boris Margeta (SLO), Daniel Flahive (AUS) |
| 2016. augusztus 6. 10:20 (15:20) | Azevedo 2              | Jegyzőkönyv | Joković, Šetka 2   | Maria Lenk Aquatic Center, Rio de Janeiro Játékvezetők: Boris Margeta (SLO), Daniel Flahive (AUS) |

| 2016. augusztus 8. 11:40 (16:40) | Egyesült Államok (USA) | 9–10        | Spanyolország (ESP) | Maria Lenk Aquatic Center, Rio de Janeiro Játékvezetők: Adrian Alexandrescu (ROU), Molnár Péter (HUN) |
| 2016. augusztus 8. 11:40 (16:40) | (2–4, 3–1, 2–3, 2–2)   |             |                     | Maria Lenk Aquatic Center, Rio de Janeiro Játékvezetők: Adrian Alexandrescu (ROU), Molnár Péter (HUN) |
| 2016. augusztus 8. 11:40 (16:40) | Bonanni 4              | Jegyzőkönyv | Echenique 3         | Maria Lenk Aquatic Center, Rio de Janeiro Játékvezetők: Adrian Alexandrescu (ROU), Molnár Péter (HUN) |

| 2016. augusztus 10. 11:40 (16:40) | Franciaország (FRA)  | 3–6         | Egyesült Államok (USA) | Maria Lenk Aquatic Center, Rio de Janeiro Játékvezetők: German Moller (ARG), Adrian Alexandrescu (ROU) |
| 2016. augusztus 10. 11:40 (16:40) | (1–1, 0–4, 0–0, 2–1) |             |                        | Maria Lenk Aquatic Center, Rio de Janeiro Játékvezetők: German Moller (ARG), Adrian Alexandrescu (ROU) |
| 2016. augusztus 10. 11:40 (16:40) | három játékos 1      | Jegyzőkönyv | Samuels 3              | Maria Lenk Aquatic Center, Rio de Janeiro Játékvezetők: German Moller (ARG), Adrian Alexandrescu (ROU) |

| 2016. augusztus 12. 11:40 (16:40) | Egyesült Államok (USA) | 5–8         | Montenegró (MNE) | Maria Lenk Aquatic Center, Rio de Janeiro Játékvezetők: Radoslaw Koryzna (POL), Georgios Stavridis (GRE) |
| 2016. augusztus 12. 11:40 (16:40) | (1–2, 0–0, 2–2, 2–4)   |             |                  | Maria Lenk Aquatic Center, Rio de Janeiro Játékvezetők: Radoslaw Koryzna (POL), Georgios Stavridis (GRE) |
| 2016. augusztus 12. 11:40 (16:40) | Samuels 2              | Jegyzőkönyv | Da. Brguljan 2   | Maria Lenk Aquatic Center, Rio de Janeiro Játékvezetők: Radoslaw Koryzna (POL), Georgios Stavridis (GRE) |

| 2016. augusztus 14. 15:30 (20:30) | Egyesült Államok (USA) | 10–7        | Olaszország (ITA)     | Olympic Aquatics Stadium, Rio de Janeiro Játékvezetők: Boris Margeta (SLO), Vojin Putniković (SRB) |
| 2016. augusztus 14. 15:30 (20:30) | (2–4, 3–2, 3–1, 2–0)   |             |                       | Olympic Aquatics Stadium, Rio de Janeiro Játékvezetők: Boris Margeta (SLO), Vojin Putniković (SRB) |
| 2016. augusztus 14. 15:30 (20:30) | négy játékos 2         | Jegyzőkönyv | Di Fulvio, Figlioli 2 | Olympic Aquatics Stadium, Rio de Janeiro Játékvezetők: Boris Margeta (SLO), Vojin Putniković (SRB) |

| Csapat                 | Helyezés |
| ---------------------- | -------- |
| Egyesült Államok (USA) | 10.      |

### Női
| Amerikai női vízilabdacsapat-játékoskeret                                                                           | Amerikai női vízilabdacsapat-játékoskeret                                                                        |
| --- | --- |
| - Caroline Clark - Kami Craig - Rachel Fattal - Aria Fischer - Makenzie Fischer - Kaleigh Gilchrist - Samantha Hill | - Ashleigh Johnson - Courtney Mathewson - Maddie Musselman - Kiley Neushul - Melissa Seidemann - Maggie Steffens |

#### Eredmények
Csoportkör
B csoport
| Csapat                 | M | Gy | D | V | G+ | G– | Gk  | P |
| ---------------------- | - | -- | - | - | -- | -- | --- | - |
| Egyesült Államok (USA) | 3 | 3  | 0 | 0 | 34 | 14 | +20 | 6 |
| Spanyolország (ESP)    | 3 | 2  | 0 | 1 | 27 | 29 | –2  | 4 |
| Magyarország (HUN)     | 3 | 1  | 0 | 2 | 29 | 33 | –4  | 2 |
| Kína (CHN)             | 3 | 0  | 0 | 3 | 23 | 37 | –14 | 0 |

| 2016. augusztus 9. 11:40 (16:40) | Spanyolország (ESP)  | 4–11        | Egyesült Államok (USA) | Maria Lenk Aquatic Center, Rio de Janeiro Játékvezetők: Daniel Flahive (AUS), Filippo Gomez (ITA) |
| 2016. augusztus 9. 11:40 (16:40) | (1–4, 1–3, 2–2, 0–2) |             |                        | Maria Lenk Aquatic Center, Rio de Janeiro Játékvezetők: Daniel Flahive (AUS), Filippo Gomez (ITA) |
| 2016. augusztus 9. 11:40 (16:40) | Godoy 2              | Jegyzőkönyv | három játékos 2        | Maria Lenk Aquatic Center, Rio de Janeiro Játékvezetők: Daniel Flahive (AUS), Filippo Gomez (ITA) |

| 2016. augusztus 11. 11:40 (16:40) | Kína (CHN)              | 4–12        | Egyesült Államok (USA) | Maria Lenk Aquatic Center, Rio de Janeiro Játékvezetők: Radosław Koryzna (POL), Filippo Gomez (ITA) |
| 2016. augusztus 11. 11:40 (16:40) | (1–4 , 0–3 , 2–3 , 1–2) |             |                        | Maria Lenk Aquatic Center, Rio de Janeiro Játékvezetők: Radosław Koryzna (POL), Filippo Gomez (ITA) |
| 2016. augusztus 11. 11:40 (16:40) | négy játékos 1          | Jegyzőkönyv | két játékos 4          | Maria Lenk Aquatic Center, Rio de Janeiro Játékvezetők: Radosław Koryzna (POL), Filippo Gomez (ITA) |

| 2016. augusztus 13. 13:00 (18:00) | Magyarország (HUN)   | 6–11        | Egyesült Államok (USA) | Maria Lenk Aquatic Center, Rio de Janeiro Játékvezetők: Marie-Claude Deslières (CAN), Diana Dutilh-Dumas (NED) |
| 2016. augusztus 13. 13:00 (18:00) | (2–2, 1–5, 1–1, 2–3) |             |                        | Maria Lenk Aquatic Center, Rio de Janeiro Játékvezetők: Marie-Claude Deslières (CAN), Diana Dutilh-Dumas (NED) |
| 2016. augusztus 13. 13:00 (18:00) | Szűcs 2              | Jegyzőkönyv | Steffens 4             | Maria Lenk Aquatic Center, Rio de Janeiro Játékvezetők: Marie-Claude Deslières (CAN), Diana Dutilh-Dumas (NED) |

Negyeddöntő
| 2016. augusztus 15. 14:10 (19:10) | Brazília (BRA)       | 3–13        | Egyesült Államok (USA) | Maria Lenk Aquatic Center, Rio de Janeiro Játékvezetők: Diana Dutilh-Dumas (NED), Tadao Tahara (JPN) |
| 2016. augusztus 15. 14:10 (19:10) | (0–5, 0–3, 0–5, 3–0) |             |                        | Maria Lenk Aquatic Center, Rio de Janeiro Játékvezetők: Diana Dutilh-Dumas (NED), Tadao Tahara (JPN) |
| 2016. augusztus 15. 14:10 (19:10) | három játékos 1      | Jegyzőkönyv | négy játékos 2         | Maria Lenk Aquatic Center, Rio de Janeiro Játékvezetők: Diana Dutilh-Dumas (NED), Tadao Tahara (JPN) |

Elődöntő
| 2016. augusztus 17. 16:30 (21:30) | Magyarország (HUN)   | 10–14       | Egyesült Államok (USA) | Maria Lenk Aquatic Center, Rio de Janeiro Játékvezetők: Daniel Flahive (AUS), Georgios Stavridis (GRE) |
| 2016. augusztus 17. 16:30 (21:30) | (2–3, 3–5, 3–4, 2–2) |             |                        | Maria Lenk Aquatic Center, Rio de Janeiro Játékvezetők: Daniel Flahive (AUS), Georgios Stavridis (GRE) |
| 2016. augusztus 17. 16:30 (21:30) | Keszthelyi 4         | Jegyzőkönyv | Steffens 4             | Maria Lenk Aquatic Center, Rio de Janeiro Játékvezetők: Daniel Flahive (AUS), Georgios Stavridis (GRE) |

Döntő
| 2016. augusztus 19. 15:30 (20:30) | Olaszország (ITA)    | 5–12        | Egyesült Államok (USA) | Maria Lenk Aquatic Center, Rio de Janeiro Játékvezetők: Adrian Alexandrescu (ROU), Francesc Buch (ESP) |
| 2016. augusztus 19. 15:30 (20:30) | (1–4, 2–1, 1–4, 1–3) |             |                        | Maria Lenk Aquatic Center, Rio de Janeiro Játékvezetők: Adrian Alexandrescu (ROU), Francesc Buch (ESP) |
| 2016. augusztus 19. 15:30 (20:30) | Radicchi 2           | Jegyzőkönyv | Neushul 3              | Maria Lenk Aquatic Center, Rio de Janeiro Játékvezetők: Adrian Alexandrescu (ROU), Francesc Buch (ESP) |

| Csapat                 | Helyezés |
| ---------------------- | -------- |
| Egyesült Államok (USA) |          |